# Mark Lawrenson
Mark Thomas Lawrenson (født 2. juni 1957 i Preston, England) er en engelskfødt irsk tidligere fodboldspiller (forsvarer), -træner og -kommentator.
Lawrenson tilbragte hele sin karriere i England, hvor han blandt andet spillede syv år hos Liverpool og fire år hos Brighton & Hove Albion. I sin tid hos Liverpool var han en del af en ekstremt succesfuld æra i klubbens historie, og var blandt andet med til at vinde hele fem engelske mesterskaber samt en FA Cup-titel. Han var også med på holdet der vandt Mesterholdenes Europa Cup i 1984, og spillede hele kampen i finalesejren over Roma.
For det irske landshold spillede Lawrenson 39 kampe og scorede fem mål i perioden 1977-1987.
Efter sit karrierestop gjorde Lawrenson karriere som både træner og kommentator. Han fungerede blandt andet i en årrække som kommentator under kampe i FIFA-computerspillene.

## Titler
Engelsk mester
- 1982, 1983, 1984, 1986 og 1988 med Liverpool

FA Cup
- 1986 med Liverpool

Football League Cup
- 1982, 1983 og 1984 med Liverpool

FA Charity Shield
- 1982 og 1986 med Liverpool